# Arnaq
Arnaq ou Egnock (morte en novembre 1577) est le nom donné par les Anglais à une femme inuk originaire de Qikiqtaaluk, dans ce qui est aujourd’hui le Nunavut. En août 1577, elle est prise en otage par le marin britannique Martin Frobisher, qui mène alors son deuxième voyage en quête du passage du Nord-Ouest.  La femme, son jeune fils Nutaaq et un homme inuk que les Anglais nomment Kalicho sont amenés de force au port de Bristol, là où tous trois meurent en novembre de la même année. Ananaq, Nutaaq et Kalicho comptent parmi les premières personnes autochtones d'Amérique du Nord à se rendre en Angleterre et représentent un des cas les mieux documentés de la période Tudor.

## Biographie
Arnaq est vraisemblablement née à Qikiqtaaluk au XVIe siècle, dans ce qui est aujourd'hui le Nunavut. L'appellation qu'utilisent ses ravisseurs pour la dénommer est très similaire au mot en inuktitut pour « femme » (ᐊᕐᓇᖅ arnaq), mais son véritable nom demeure inconnu.
La mère et son bambin de douze mois, Nutaaq, sont parmi les premières personnes inuites à être amenées en Angleterre contre leur gré. Selon le témoignage de George Best, un des membres de l'équipage de Martin Frobisher, Arnaq est capturée avec son fils le 1er août 1577 sur la péninsule de Hall (en), près de l'île Kodlunarn (en). Les colonisateurs s'étaient arrêtés à cet endroit pour prospecter ce qu'ils croyaient être de l'or.  Dans un établissement inuit abandonné, le capitaine de l’expédition, un dénommé York, retrouve des vêtements européens, qu'il suppose appartenir aux cinq membres de l'équipage du précédent voyage à Qikiqtaaluk, mené un an plus tôt. L'homme entreprend de capturer des Inuits afin d'en faire des otages contre lesquels échanger les Européens disparus. Après une bataille sanglante où cinq ou six hommes inuits perdent la vie, l'équipe du capitaine York parvient à capturer une femme vieillissante, qu'ils libérèrent, Arnaq et son bambin. La femme et son fils sont ramenés au campement central, où ils rejoignent un autre captif inuk, Kalicho. Après l'échec de la tentative d'échange des otages, les trois Inuits sont amenés en Angleterre. L'équipage quitte Qikiqtaaluk le 23 août 1577 et arrive au port de Bristol à la fin du mois de septembre.
En Angleterre, les trois Inuits suscitent un intérêt considérable. Frobisher cultive l'intention de les présenter à la reine Élisabeth et de leur apprendre l'anglais afin d'en faire des interprètes pour les prochaines expéditions en territoire inuit. Les trois individus sont amenés à la maison du maire (en), Thomas Calston, et, le 9 octobre, Kalicho est contraint d'exhiber ses capacités cynégétiques et navales pour les curieux du port de Bristol. Dans la foulée de cet intérêt, quatre portraits « officiels » d'Arnaq sont commissionnés et réalisés par l’artiste flamand Cornelis Ketel. Deux des peintures sont plus tard remises à la reine et exposées au château de Hampton Court pendant plusieurs années.

## Décès
Kalicho meurt le 8 novembre à la suite de l'infection d'une côte brisée, fracture fort probablement causée par son enlèvement. Après une autopsie par le médecin Edward Dodding (en), Arnaq est contrainte à assister à l'enterrement de son compatriote à l'église St. Stephen le jour-même. Peu après les funérailles, la femme tombe à son tour malade de ce que l'on pense être la rougeole. Elle décède en l'espace de quelques jours et est enterrée à la même église le 12 novembre. Désormais orphelin, le jeune Nutaaq est remis à une infirmière et conduit à Londres pour une potentielle audience avec la reine Élisabeth. Le bambin meurt peu après, probablement de la rougeole. Il est enterré à l'église Saint-Olave, à Londres.

## Postérité
Arnaq, son fils et Kalicho n'étaient pas les premières personnes originaires du continent américain à fouler le sol européen. On estime qu'elles ont été 200 à être amenées en France au cours du XVIe siècle. Toutefois, comme l'implication anglaise dans les voyages transatlantiques était jusqu'alors moindre que celle française, seul un petit nombre d'Autochtones s'étaient rendus en Grande-Bretagne avant l'arrivée d'Arnaq. Malgré leur courte vie, les trois Inuits obtiennent une importante notoriété en raison des portraits qu'on brosse d'eux. L'œuvre la plus connue est réalisée par John White, un dessinateur et colonisateur ayant potentiellement pris part au voyage de 1577 à Qikiqtaaluk. Deux portraits sont commissionnés par la reine Élisabeth, déçue de ne pas avoir vu les trois Inuits captifs elle-même.  Ces représentations visuelles révèlent qu'Arnaq avait des tatouages faciaux (tunniit) et montrent les détails de la parka qu'elle portait lors de l'enlèvement.